# Рекомбінація (космологія)
У фізичній космології, термін рекомбінація застосовується для позначення моменту в хронології Всесвіту, в який вільні до цього заряджені електрони та протони стають зв’язаними, утворюючи нейтральні атоми водню. Рекомбінація відбулась приблизно 378 000 років після Великого вибуху, на червоному зміщені 1100. Слово "рекомбінація" в даному випадку дещо вводить в оману, адже до космологічної рекомбінації електрони та протони власне ніколи не утворювали стабільних атомів водню, через високу температуру цієї електрон-протонної плазми. Тим не менш, цей термін давно установився, адже він був запропонований ще до того, як теорія Великого вибуху стала загальнопризнаною.
Рекомбінація відбувається поступово, космічна плазма стає нейтральним газом відповідно до того як зменшується  її температура внаслідок розширення Всесвіту. Оскільки рекомбінація одразу безпосередньо до основного стану (найнижчої енергії) атому водню дуже неефективна, нейтральні атоми, як правило, утворюються з електронами у високоенергетичному стані, а електрони швидко переходять у низькоенергетичний стан, випромінюючи фотони. Існують два основні шляхи: через стан 2p, з випроміненням Лайман-α фотону - ці фотони майже завжди будуть реабсорбовані іншим атомами водню, що знаходяться в основному стані - або через стан 2s, з випроміненням двох фотонів, такий перехід є повільним.
Рекомбінація мала наслідком декаплінг фотонів від матерії під в ході розширення Всесвіту, що в свою чергу привело до утворення реліктового випромінювання, що на сьогодні спостерігається як мікрохвильове фонове випромінювання. Хоча ці події пов'язані, вони не були одночасними: після рекомбінації пройшов деякий час перед тим як сформувалась сфера останнього розсіювання космологічних фотонів.